# Zr.Ms. Zeeleeuw (1990)
De Zr.Ms. Zeeleeuw (S803) is een onderzeeboot van de Walrusklasse en een van de onderzeeboten in dienst bij de Koninklijke Marine.
De Zeeleeuw is van de huidige onderzeeboten het eerste gedoopt. De kiel werd gelegd in 1981. De tewaterlating gebeurde op 20 juni 1987.  De capaciteit van de onderzeeboot is een vaste bemanning van 52 personen: 9 officieren, 12 onderofficieren en 15 korporaals, 16 manschappen en daarnaast is er ruimte voor 'opstappers' zoals onderhoudspersoneel of teams van de Special Forces. De onderzeeboot heeft een dieselelektrische aandrijving die stiller is dan de aandrijving van bijvoorbeeld een kernonderzeeër.
In 2005 en 2025 lag de onderzeeboot op Sail in Amsterdam en was hij te bezichtigen voor publiek.

## Aanpassingen
Vanaf 2014 worden alle onderzeeboten van de Walrusklasse ingrijpend aangepast waarmee de onderzeebootvloot tot ten minste 2025 inzetbaar is. Het Marinebedrijf in Den Helder is verantwoordelijk voor de verbouwing en de totale kosten worden geraamd op € 94 miljoen.
De Zeeleeuw werd als eerste vanaf medio 2014 aangepast. De vier belangrijkste modificaties zijn een optronische mast, vernieuwde sonar, verbeterde satellietcommunicatie en operationele software. De optronische mast vervangt de periscoop en hiermee kan de onderzeeboot snel 360 graden om zich heen kijken, met een minimale kans op ontdekking. Een warmtebeeldcamera maakt hiervan ook deel uit. De zeer scherpe foto’s komen direct op een beeldscherm. Met de vernieuwde sonar kan de onderzeeboot de kust nog dichter naderen om inlichtingen te verzamelen. Inlichtingen die de boot via het gemoderniseerde satellietcommunicatiesysteem bijna direct kan delen met bondgenoten. De Zeeleeuw was in medio 2015 volledig gemodificeerd en weer in de vaart gekomen.
Op 9 oktober 2018 werd bekendgemaakt dat er vanaf begin 2019 vier vrouwen deel gingen uitmaken van de tot dan toe mannelijke bemanning.